# 八丈支廳
八丈支廳（日语：／ Hachijō shichō */?）為東京都內的支廳之一。在事務機構上為東京都總務局的下屬機關。管轄町村為 八丈町（八丈島・八丈小島）和青島村（青島）、及一些歸屬未定的島嶼，如鳥島、須美寿島。其中除了八丈島和青島外，其他都是無人島。

## 外部連結
- （日語）八丈支廳網站（页面存档备份，存于）